# Ле-Вердье
Ле-Вердье́ (фр. Le Verdier, окс. Lo Verdièr) — коммуна во Франции, находится в регионе Юг — Пиренеи. Департамент — Тарн. Входит в состав кантона Виньобль и Бастид. Округ коммуны — Альби.
Код INSEE коммуны — 81313.

## География

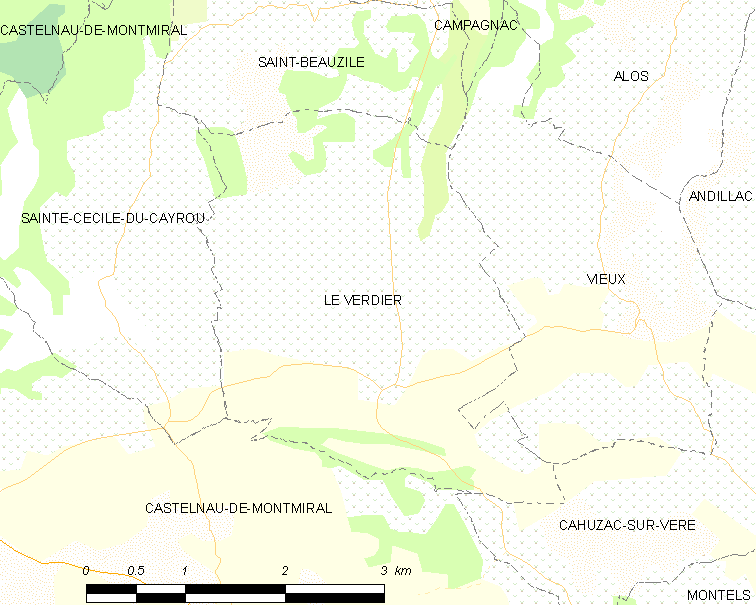
Карта коммуны

Коммуна расположена приблизительно в 550 км к югу от Парижа, в 55 км северо-восточнее Тулузы, в 26 км к западу от Альби.

## Климат
Климат умеренно-океанический. Зима мягкая и дождливая, лето жаркое с частыми грозами. Ветры довольно редки.

## Население
Население коммуны на 2010 год составляло 238 человек.
| 1962 | 1968 | 1975 | 1982 | 1990 | 1999 | 2010 |
| ---- | ---- | ---- | ---- | ---- | ---- | ---- |
| 268  | 261  | 249  | 238  | 211  | 213  | 238  |

## Администрация
| Период | Период | Фамилия      | Партия | Примечания |
| ------ | ------ | ------------ | ------ | ---------- |
| 2001   | 2008   | Пьер Дельпеш |        |            |
| 2008   | 2020   | Мишель Демар |        |            |

## Экономика
В 2007 году среди 134 человек в трудоспособном возрасте (15—64 лет) 95 были экономически активными, 39 — неактивными (показатель активности — 70,9 %, в 1999 году было 71,9 %). Из 95 активных работали 91 человек (45 мужчин и 46 женщин), безработных было 4 (1 мужчина и 3 женщины). Среди 39 неактивных 12 человек были учениками или студентами, 17 — пенсионерами, 10 были неактивными по другим причинам.

## Достопримечательности
- Дольмен Перо-Левадо (эпоха неолита)